# Jägerleinen
Jägerleinen (auch Schilfleinen) ist ein robustes, grün- bzw. braunmeliertes Gewebe aus Halbleinen, Baumwolle oder Viskose. Es wird häufig für Sommerbekleidung im Trachtenstil, daneben auch für Vorhänge und Ähnliches, verwendet.

## Geschichte und Verwendung
Über Jahrhunderte war Leinen als Material für Kleidung verschiedener Art in Mitteleuropa vor allem im ländlichen Raum in Gebrauch. Mit dem Vordringen der Baumwolle gegen Ende des 19. Jahrhunderts nahm die Verwendung dieses Gewebes jedoch stark ab. Um 1910 begann der Künstler Carl Mayr aus Henndorf am Wallersee Entwürfe für Männer- und Frauenbekleidung anzufertigen und griff auf dieses Material zurück. Unter anderem ließ er nach seinen Skizzen Anzüge, Kostüme und Dirndln aus hellem Leinen mit vielfältigen grünen Verzierungen (Eichenblätter, Gämsen, Alpenblumen etc.) entwerfen. Da Henndorf als Sommerfrischeort vor allem bei Künstlern beliebt war, setzten sich Mayrs Kreationen bald auch bei den Besuchern der Salzburger Festspiele durch und gelangten in den 1920er- und 1930er-Jahren zu einer großen Verbreitung im gesamten deutschsprachigen Raum. Aus dieser Zeit existieren auch Fotos, die u. a. Marlene Dietrich und Max Reinhardt in Jägerleinen-Kleidung zeigen.
Von der Seite der etablierten Volkskunde, die sich mit der Erhaltung der überlieferten Trachten befasste, wurden diese Neuentwicklungen als „Sommerfrischler-Mode“ heftig angefeindet. Diese seien „höchst seltsame, nur noch ganz entfernt an eine ursprüngliche Tracht erinnernde Kleidungsstücke“, es bestehe die Gefahr, dass sie „in ihrer überfremdeten, verzerrten Gestalt ins Volk zurückdringen und sich allmählich an Stelle des Ursprünglichen setzen würde.“ Der weiteren Verbreitung vor allem in städtischen Kreisen tat diese Kritik jedoch keinen Abbruch. 
Heute ist Trachtenmode aus Jägerleinen weit verbreitet und wird vor allem in Wien und der Stadt Salzburg viel getragen, besonders von jüngeren Angehörigen der traditionell gesinnten „besseren Gesellschaft“.